# Sedoset gris
El sedoset gris (Ptiliogonys cinereus) és una espècie d'ocell de la família dels ptilogonàtids (Ptilogonatidae) que habita boscos amb pins, roures i junípers de les muntanyes des de Mèxic fins a l'oest de Guatemala.